# Olsynium junceum
Olsynium junceum (E.Mey. ex C.Presl) Goldblatt – gatunek rośliny należący do rodziny kosaćcowatych (Iridaceae Juss.). Występuje naturalnie w Ameryce Południowej.

## Rozmieszczenie geograficzne
Rośnie naturalnie w Chile. 

## Morfologia
ŁodygaDorasta do 40 (70) cm wysokości.
KwiatyPosiadają po 6 płatków o biało-fioletowej barwie.

## Biologia i ekologia
Bylina. Preferuje stanowiska dobrze nasłonecznione. Najlepiej rośnie na żyznych, dobrze przepuszczalnych glebach. Występuje w 6 i 7 strefie mrozoodporności.

## Zmienność
W obrębie tego gatunku wyróżniono 2 podgatunki:
- Olsynium junceum subsp. colchaguense (Phil.) J.M.Watson & A.R.Flores
- Olsynium junceum subsp. depauperatum (Phil.) R.A.Rodr. & Martic.

## Zastosowanie
Gatunek ma zastosowanie komercyjne jako roślina ozdobna.